# Friedrich Bosse
Friedrich Bosse (* 23. August 1864 in Roßla; † 15. August 1931 in Berlin) war ein evangelischer Theologe und Bibliothekar.

## Leben
Friedrich Bosse war Sohn des späteren preußischen Kultusministers Robert Bosse. Er erhielt Privatunterricht u. a. von dem Nordhäuser Lehrer und Heimatforscher Karl Meyer. Bosse studierte Philologie an der Eberhard-Karls-Universität Tübingen, der Friedrich-Wilhelms-Universität Berlin, der Philipps-Universität Marburg, der Ruprecht-Karls-Universität Heidelberg und der Königlichen Universität zu Greifswald. 1887 promovierte er zum Dr. phil. 1891 wurde er Lic. theol. und Privatdozent in Greifswald. 1894 erhielt er an der Christian-Albrechts-Universität zu Kiel ein Extraordinariat für Evangelische Theologie. 1898 kehrte er als Professor für Neutestamentliche und Historische Theologie nach Greifswald zurück. Er kam 1904 an die Königliche Bibliothek zu Berlin, die heutige Staatsbibliothek zu Berlin, und im nächsten Jahr an die Kaiser-Wilhelm-Bibliothek in Posen. Nach dem Ersten Weltkrieg war er von 1919 bis 1923 an der Preußischen Staatsbibliothek, wie die heutige Staatsbibliothek zu Berlin in der Weimarer Republik hieß. 
Bosse war von 1882 bis 1884 Mitglied der schwarzen Verbindung Derendingia Tübingen. Seit 1884/85 war er Konkneipant und seit 1908 Corpsschleifenträger der Teutonia Marburg. Verheiratet war er seit 1896 mit Irmgard Freiin v. Paleske, mit der er eine Tochter und zwei Söhne hatte.